# کوهات
کوهات (به اردو: کوہاٹ) شهری در ایالت مرزی شمال غربی کشور پاکستان است که در سرشماری سال ۲۰۰۶ میلادی، ۱۵۵٫۱۵۹ نفر جمعیت داشته است.

## نگارخانه

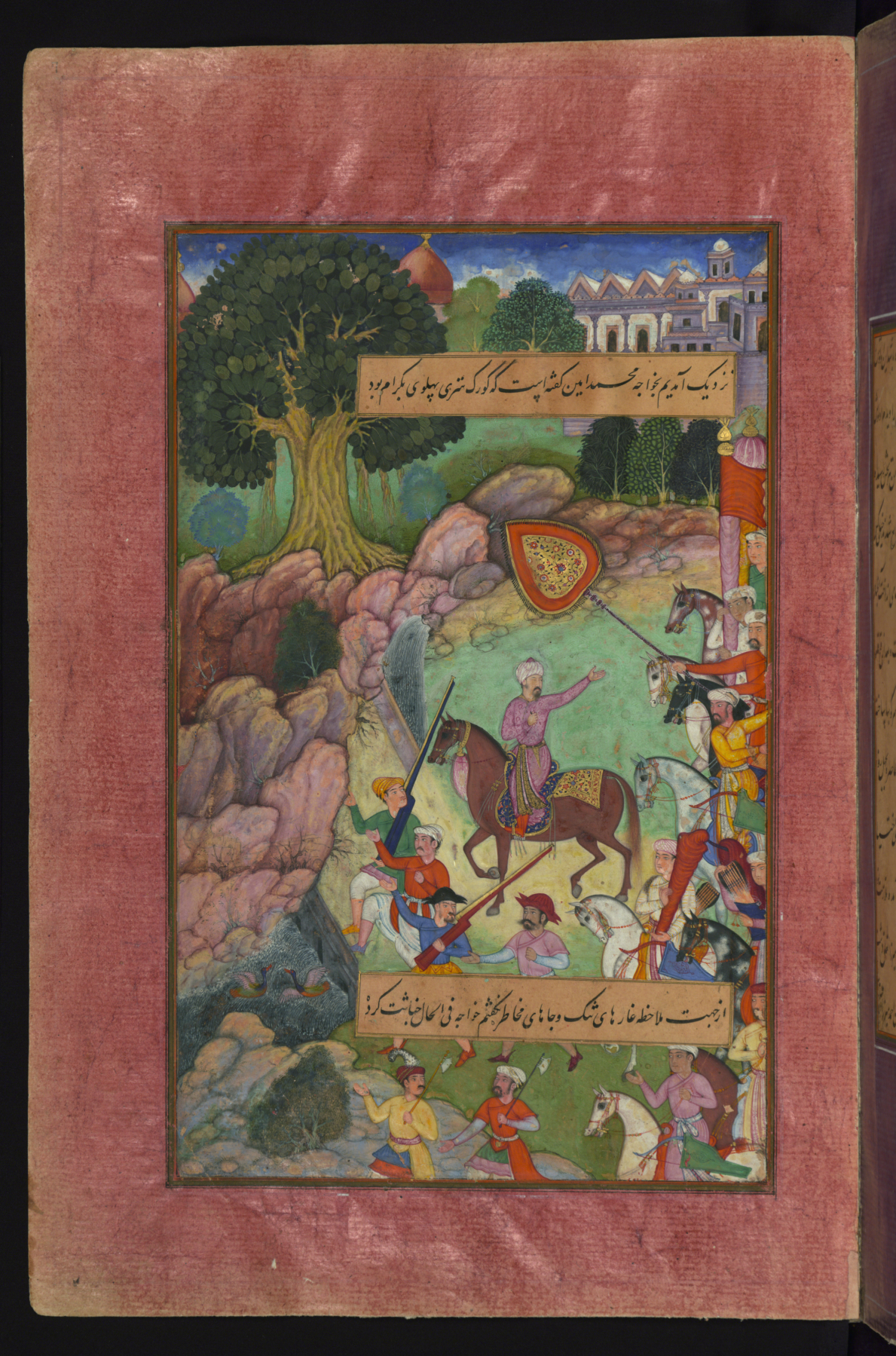
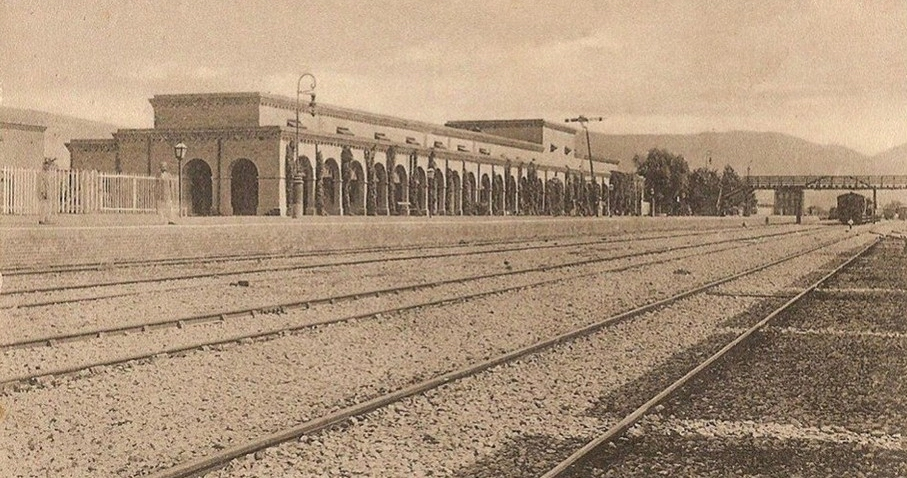
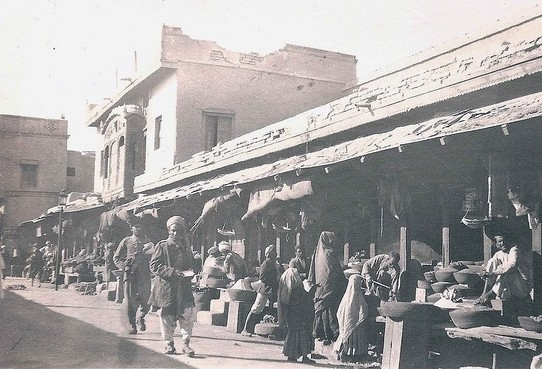